# Kalifornija
Kalifórnija (angleško in špansko California) je zahodna zvezna država ZDA, ki meji na Tihi ocean. Ima največje število prebivalstva med zveznimi državami ZDA.
Kalifornija je ena izmed pacifiških zveznih držav, ki na severu meji na Oregon, na vzhodu na Nevado in Arizono, na jugu meji na Mehiko, na zahodu pa jo obliva Tihi ocean. Južno mejo z Mehiko določa reka Kolorado. Kalifornija se je ZDA priključila 9. septembra 1850, kot 31. zvezna država. Kmetijstvo in rudarstvo sta zmeraj bili pomembni panogi, vendar se je v zadnjem stoletju začela industrija bliskovito razvijati, skupaj z rastjo prebivalstva. Leta 1990 je imela Kalifornija največ prebivalcev od vseh zveznih držav in je bila glavni pridelovalec kmetijskih pridelkov ter glavni proizvajalec industrijskih izdelkov. Ime je Kalifornija dobila v 16. stoletju po izmišljenem otoku v neki španski romanci. Drugo ime, ki ga uporabljajo je Zlata država. 
Pomembnejša kalifornijska mesta so: Sacramento (glavno mesto), Los Angeles (največje mesto), San Diego, San Francisco, San Jose, Long Beach in Oakland.

## Površina
S površino 424.002 kvadratnih kilometrov je Kalifornija tretja največja zvezna država v ZDA, pri čemer ima  državna uprava v lasti 45 % ozemlja. Po obliki je najbolj podobna loku z veliko dolžino (1.240 km, sever–jug) in manjšo širino (595 km, vzhod–zahod). Njen relief je zelo razgiban, od 86 metrov pod morsko gladino v Dolini smrti, do 4417 metrov na Mount Whitneyu (ki je tudi ena najvišjih gora v ZDA).

## Geološka zgradba
Geološka zgradba Kalifornije je zelo pisana in jo delijo na štiri regije: centralno z gorato okolico, nižja gričevja, vzhodne kotline s puščavami in obalno regijo. Centralna regija je velika kotlina z debelimi plastmi rodovitnih, aluvialnih prsti. Obdana je s številnimi gorovji, tako na vzhodu meji na Sierro Nevado (granitno gorovje z ostrimi vrhovi in številnimi rekami). Na enem izmed gorovij je tudi še delujoči ognjenik. Nižja gričevja se razprostirajo na jugozahodu in so sestavljena prav tako iz granita, vendar se od Sierre Nevade razlikujejo po nižji nadmorski višini in odsotnosti ledenikov. Na vzhodu je veliko kotlin in dolin, med najpomembnejšimi sta Dolina smrti in puščava Mojave, ki zavzema eno petino skupne površine Kalifornije. Obala je geološko nestabilna z mnogo prelomnicami, kot je prelomnica sv. Andreja. Najdaljša reka v Kaliforniji je Sacramento, ki se izliva v zaliv San Francisca. Tudi druga največja reka San Joaquin teče večinoma po centralni regiji in se skupaj s pritoki napajata z vodo iz okoliških gorovij. Obstaja tudi več majhnih in nekaj večjih jezer: jezero Tahoe Clear Lake, Honey in jezero.

## Podnebje
Tudi podnebje je raznoliko, vendar je večinoma subtropsko. Zaradi vpliva morja in poletne megle ima obala zelo mile zime in relativno hladna poletja. V notranjosti postaja podnebje bolj kontinentalno. Centralni del postane poleti zelo vroč, zime pa so še vedno mile. Vzhodna gorovja so zelo suh predel, kjer se podnebje spreminja od milih poletij in mrzlih zim na severu do ekstremno vročih poletij na jugu. Najvišja temperatura 56,7 °C izmerjena v Dolini smrti leta 1913, je blizu svetovnega rekorda. Najnižjo temperaturo –42,8 °C so izmerili leta 1937 severno od jezera Tahoe.

## Rastline in živali
Nobena zvezna država nima toliko raznolikih vrst rastlin in kar 40 % rastlin, ki jih najdemo v ZDA, izvira iz Kalifornije. Med najbolj pogoste rastline spada mak. Med drevesi je največ iglavcev (jelk, borov). V Kaliforniji najdemo tudi najvišja (sekvoje) in najstarejša (bori do 4000 let) drevesa na svetu. Ob obali je največ tal poraslih s travo, v notranjosti pa jo nadomesti zimzeleno grmičevje. V višjih predelih najdemo hrastove gozdove, nad 2000 m pa jih začnejo nadomeščati iglasti gozdovi. V puščavah na vzhodu raste predvsem grmičevje in kaktusi.
Zaradi velike raznolikosti rastlin je tudi veliko vrst živali. Na vzhodu živijo zaradi puščav predvsem nočne živali; kojoti, zajci, lisice, podgane, žuželke in plazilci. Na gričevjih najdemo zajce, mačke in veliko vrst ptic, v gozdovih pa jelene, kune, lisice in kače. Večje živali, kot so medvedi in antilope, pa živijo na severu.

## Surovine, produkti in vrste industrije
Kljub črpanju rezerv zlata, nafte, zemeljskega plina in živega srebra, Kalifornija ostaja pomembno najdišče surovin. V velikih količinah so prisotni bor, magnezij, srebro, azbest, pesek, cement, železova ruda in sol. Pridelajo največ kmetijskih pridelkov v ZDA. Glavni so grozdje, bombaž, krompir, riž, zelenjava, paradižnik, špinača, agrumi in mandlji. Živina in njeni izdelki, kot so mlečni izdelki, meso, jajca in perutnina so tudi pomembni. Kalifornija prispeva eno desetino letnega poseka dreves in 4 odstotke vrednosti ulova rib. Najpogostejši proizvodi so letala, transportni izdelki, industrijski stroji, znanstveni instrumenti, hrana in kovinski izdelki. Dobiček prinašata tudi turizem in filmska industrija.

## Prebivalstvo
Po popisu leta 1990 je Kalifornija imela 29.760.021 prebivalcev, kar je bil porast za 26 % od leta 1980. Povprečna gostota je bila 70 prebivalcev na km2, kar jo uvršča med najbolj poseljene dele ZDA. S popisom so odkrili veliko različnih etničnih skupin in ras. Predvsem je veliko ljudi kitajskega in japonskega porekla.
Večina prebivalstva živi v mestnih aglomeracijah ob obali Južne Kalifornije.

## Izobrazba in kultura
Čeprav je ustava iz leta 1849 zagotavljala šolski sistem, so svobodne šole odprli šele leta 1866. V začetku 20. stoletja so zgradili tudi višje in visoke šole. V 80-tih letih je Kalifornija imela 7.430 državnih osnovnih in srednih šol z 3,5 milijona učenci in 1,3 milijona dijaki. Okoli 500.000 jih je hodilo v privatne šole. Imela je tudi 310 šol za višjo izobrazbo in enega največjih sistemov univerz v ZDA z 1,7 milijona študenti. Zaradi podpore umetnosti je Kalifornija postala ena izmed glavnih kulturnih centrov v ZDA. Ima predvsem veliko knjižnic, muzejev in spomenikov. Pomembne so tudi zvezdarne na hribih v bližini velikih mest.

## Turizem
Razen kalifornijskih plaž so pomembni turistični centri Disneyland, Hollywood, Palm Springs, jezero Tahoe in narodna parka Yosemite ter Sequoia. Najdemo tudi veliko zgodovinskih območij, ki predstavljajo španske naselitve in zlato mrzlico. Zaradi močne raznolikosti površja in velikih neselij je mogoč skoraj vsak šport. Obala je idealna za plavanje, jadranje, ribarjenje in deskanje. Gorovja pa privabljajo izletnike, smučarje in lovce.

## Vlada
Kalifornija je dobila današnjo ureditev leta 1879. Izvršilno oblast predstavlja guverner s podguvernerjem, ki sta voljena za štiri leta in lahko opravljata funkciji največ dvakrat. Zakonodajno oblast imata senat in zbor. 40 članov senata je voljenih vsake štiri leta, 80 članov zbora pa vsake dve leti. Prebivalci Kalifornije lahko vsak zakon zavrnejo s pomočjo referenduma. Na nacionalni ravni ima Kalifornija dva senatorja in 52 predstavnikov v kongresu ZDA. Zvezna država ima tudi 54 glasov pri predsedniških volitvah. Glavna stranka je republikanska, ki ima tudi večino sedežev.

## Zgodovina

### Špansko in mehiško obdobje
Prvotni prebivalci Kalifornije so bili Indijanci. Polovica jih je živela v sedanji centralni regiji zaradi lahke dostopnosti hrane. Nekaj jih je živelo ob obali, drugi pa ob jezerih in rekah. Leta 1542 so iz Mehike prispeli Španci in osvojili ozemlje današnje Kalifornije. Zaradi močnega trgovanja po morju je sem prišlo veliko angleških in nizozemskih gusarjev. Leta 1579 so Angleži zasedli območje San Francisca, vendar je mesto nastalo šele leta 1776. Da bi pokristjanili prvotno prebivalstvo, so ustanovili verigo 21 misijonov. Španci so ustanovili trdnjave in mesta za obrambo ozemlja, ki so ga obdržali do leta 1822, ko je postal del nove države Mehike. Mehiško obdobje (do 1846) je bil prehod k zakonom ZDA. Ker je bili veliko migracij, je bila Kalifornija nezanimiva za priseljence. Tudi Mehika je zanemarjala to dogajanje, kar je privedlo do postopne osvojitve Kalifornije s strani ZDA leta 1848.

### Zlata mrzlica
Odkritju zlata leta 1848 (James W. Marshall) je sledil množičen naval v rudnike. Zaradi tega so hoteli Kalifornijo hitro sprejeti med zvezne države, vendar je zaradi konflikta med Jugom in Severom postala zvezna država leta 1850. Glavno mesto se je prestavljalo, dokler ni prišlo do Sacramenta leta 1854, kjer je tudi ostalo. Med državljansko vojno je bila Kalifornija na strani Severa, ker je bilo mnogo priseljencev iz severa ZDA. Končanje transkontinentalne železnice (1869) je končalo izolacijo zvezne države in povečalo trg za prodajo kmetijskih pridelkov. Od 1850 do 1870 je veliko dobička pridobila s kmetijstvom in z rudarstvom, napredki pa so bili vidni tudi v industriji. Zaradi pomanjkanja kapitala pa je bila rast počasna, pojavila se je velika brezposelnost. Temu je sledilo pravo nasprotje zaradi kupovanja ozemelj in pritoka kapitala. Pojavila se je rast pridelave pšenice in citrusov. San Francisco je postal največje mesto na pacifiški obali in svetovni trgovinski center. Los Angeles je gospodarski vrh dosegel leta 1887.

### 20. stoletje
V zadnjem desetletju devetnajstega stoletja je začelo gospodarstvo v večjih središčih pešati. Pojavilo se je nasilje in korupcija, zato so se odločili za temeljite gospodarske in politične reforme. Prva svetovna vojna je pripomogla k rasti kmetijstva in industrije. V 20. letih se je v Kalifornijo priselilo 2 milijona ljudi in takrat je Los Angeles postalo prvo milijonsko mesto v Kaliforniji. Močno se je tudi razmahnila filmska industrija v Hollywoodu. Po padcu leta 1929 je močna depresija prizadela tudi Kalifornijo, ki se jo je rešila z izgradnjo letal in ladjedelnic za potrebe druge svetovne vojne. Med vojno se je število prebivalstva spet povečalo za dva milijona. Delovna mesta so pridobili z novo nastalo elektotehnično vejo industrije. Zaradi tega so ji omejili državne donacije, v zadnjem času pa so vse bolj potrebne zaradi velike škode, ki so jo naredili potresi.